# Калина канадська
Калина канадська, або калина гордовина канадська (Viburnum lentago) — вид калини, що зростає в Північній Америці.

## Опис
Великий чагарник або невелике дерево, може досягати 9 м заввишки і мати стовбур до 25 см в діаметрі. Стовбур короткий, крона заокруглена згори, гілки звисаючі, гнучкі. Кора від червонувато- до сірувато-коричневого кольору, розбита на дрібні лусочки. Пагони спочатку блідо-зелені і покриті коричневим пушком, пізніше стають темними червоно-коричневими, іноді сизими, гладкими, жорсткими, гнучкими і при пошкодженні видають різких запах. Зимові бруньки світло-червоні, покриті блідим пушком, захищені парою протилежних лусок. Пуп'янки 2 см завдовжки, оберненояйцеподібні, загострені; інші кінцеві бруньки гострі, від 8,5 до 12,7 мм завдовжки, тоді як бічні бруньки значно менші. Бруньові лусочки збільшуються зі зростаючим пагоном і часто стають схожими на листя.
Як і в інших видів калини, листя розташоване протилежними парами; овальне, 5–10 см завдовжки і 2–5 см завширшки, клиноподібне, округле в основі, із загостреною верхівкою та дрібно-зубчастим краєм та крилатим черешком. Коли розкривається з бруньки, то бронзово-зелене та блискуче, волохате та пухнасте; при повному зростанні яскраво-зелене і блищить зверху, блідо-зелене та вкрите крихітними чорними крапками знизу. Восени стає насичено-червоним або червоно-оранжевим.
Квітки дрібні, 5–6 мм у діаметрі, з п'ятьма білуватими пелюстками, розташованими у великих круглих суцвіттях 5–12 см у діаметрі; цвітіння припадає на пізню весну. Чашечка трубчаста, рівномірно п'ятизуба, стійка; віночок рівномірний п'ятипелюстковий, занурений у пуп'янок, кремово-білий, 6 мм впоперек. Тичинок п'ять, вставлені в основу віночка, чергуються з чашолистками, витягнуті; нитки стрункі; пиляки яскраво-жовті, довгасті, затягнуті, універсальні, двоклітинні; клітини розкриваються поздовжньо. Маточка має одноклітинну нижню зав'язь, приймочка товста, коротка, світло-зелена; в кожній зав'язі є одна яйцеклітина. Плід — невелика кругла синьо-чорна кістянка, 8–16 мм завдовжки на червонуватому стеблі; товстошкірий, солодкий і досить соковитий. Кісточка довгасто-овальна, сплющена.
Коріння волокнисте. Деревина погано пахне, темно-оранжево-коричнева, важка, тверда, крупнозерниста, щільність 0,7303.

## Поширення та середовище існування
Гордовина канадська є автохтонним видом на північному сході та середньому заході США, а також на півдні Канади від Нью-Брансвіка на захід до південного сходу Саскачевану. Поодинокі популяції зустрічаються в Дакотах, Вайомінгу, Колорадо та Аппалачах на південь від Кентуккі та Вірджинії. Росте у вологому ґрунті вздовж узліссь, часто зустрічається в кутах огорож та уздовж доріг.

## Екологія
Ссавці, промислові та співочі птахи споживають плоди взимку.

## Використання
На відміну від багатьох інших видів калини, калина канадська має їстівні плоди. Кору та листя корінні американці також використовували для приготування рослинних ліків.
Калина канадська має компактну форму та блискуче листя, яке рідко пошкоджується комахами, красиві та рясні квіти, гарні їстівні плоди та блискучий осінній колір. Вона легко пристосовується до вирощування та є одним із найкращих видів серед невеликих дерев Східної Америки для прикраси парків та садів у всіх регіонах, в яких можуть спостерігатися екстремальні зимові холоди. Легко вирощується з насіння, яке, як і в інших американських видів, проростає лише на другий рік після посадки.
У садах було створено гібрид Viburnum × jackii із калиною сливолистою.